# José Joaquín Vicuña Larraín

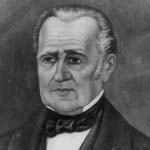
José Joaquín Vicuña Larraín

José Joaquín (de) Vicuña Larraín (Santiago 1786 - La Serena 1857) was een Chileens militair en politicus. Hij was de broer van president Francisco Ramón Vicuña Larraín (1775-1849) en aartsbisschop Manuel Vicuña Larraín (1778-1983).
Hij was burgemeester van La Serena van 1817 tot 1818 en opnieuw van 1834 tot 1843. Hij vertegenwoordigde Illapel in de provinciale raad (1823-1828) en was in 1829 kandidaat voor het vicepresidentschap van de republiek voor de liberale federalisten. Hoewel hij niet won werd hij door het parlement echter aangewezen als de nieuwe president, omdat het door de liberalen gedomineerde Congres weigerde de conservatieve winnaar te benoemen tot vicepresident. Een en ander leidde tot de Burgeroorlog van 1829 waarbij de conservatieve krachten de overwinning behaalden en Vicuña uiteindelijk nooit het ambt van vicepresident op zich kon nemen. Vicuña trok zich na de oorlog terug in La Serena.
In 1821 stichtte hij de stad Vicuña.